# Grande Prêmio da Alemanha de 1977
Resultados do Grande Prêmio da Alemanha de Fórmula 1 realizado em Hockenheim em 31 de julho de 1977. Décima primeira etapa da temporada, nele o austríaco Niki Lauda e a Ferrari entraram para a história ao conseguirem a 100ª (centésima) vitória da Goodyear.

## Classificação da prova
| Pos. | Nº | Piloto             | Construtor         | Voltas | Tempo/Diferença      | Grid | Pontos           |
| ---- | -- | ------------------ | ------------------ | ------ | -------------------- | ---- | ---------------- |
| 1    | 11 | Niki Lauda         | Ferrari            | 47     | 1:31:49.3            | 3    | 9                |
| 2    | 20 | Jody Scheckter     | Wolf-Ford          | 47     | + 14.33              | 1    | 6                |
| 3    | 8  | Hans-Joachim Stuck | Brabham-Alfa Romeo | 47     | + 20.90              | 5    | 4                |
| 4    | 12 | Carlos Reutemann   | Ferrari            | 47     | + 1:00.27            | 8    | 3                |
| 5    | 19 | Vittorio Brambilla | Surtees-Ford       | 47     | + 1:27.37            | 10   | 2                |
| 6    | 23 | Patrick Tambay     | Ensign-Ford        | 47     | + 1:29.81            | 11   | 1                |
| 7    | 18 | Vern Schuppan      | Surtees-Ford       | 46     | + 1 volta            | 19   |                  |
| 8    | 9  | Alex Dias Ribeiro  | March-Ford         | 46     | + 1 volta            | 20   |                  |
| 9    | 3  | Ronnie Peterson    | Tyrrell-Ford       | 42     | Motor                | 14   |                  |
| 10   | 16 | Riccardo Patrese   | Shadow-Ford        | 42     | Roda                 | 16   |                  |
| Ret  | 24 | Rupert Keegan      | Hesketh-Ford       | 40     | Acidente             | 23   |                  |
| Ret  | 5  | Mario Andretti     | Lotus-Ford         | 34     | Motor                | 7    |                  |
| Ret  | 1  | James Hunt         | McLaren-Ford       | 32     | Bomba de combustível | 4    |                  |
| Ret  | 6  | Gunnar Nilsson     | Lotus-Ford         | 31     | Motor                | 9    |                  |
| Ret  | 2  | Jochen Mass        | McLaren-Ford       | 26     | Câmbio               | 13   |                  |
| Ret  | 4  | Patrick Depailler  | Tyrrell-Ford       | 22     | Motor                | 15   |                  |
| Ret  | 26 | Jacques Laffite    | Ligier-Matra       | 21     | Motor                | 6    |                  |
| Ret  | 25 | Hector Rebaque     | Hesketh-Ford       | 20     | Motor                | 24   |                  |
| Ret  | 30 | Brett Lunger       | McLaren-Ford       | 14     | Acidente             | 21   |                  |
| Ret  | 10 | Ian Scheckter      | March-Ford         | 9      | Embreagem            | 19   |                  |
| Ret  | 7  | John Watson        | Brabham-Alfa Romeo | 8      | Motor                | 2    |                  |
| Ret  | 34 | Jean-Pierre Jarier | Penske-Ford        | 5      | Transmissão          | 12   |                  |
| Ret  | 17 | Alan Jones         | Shadow-Ford        | 0      | Acidente             | 17   |                  |
| Ret  | 22 | Clay Regazzoni     | Ensign-Ford        | 0      | Acidente             | 22   |                  |
| DSQ  | 35 | Hans Heyer         | Penske-Ford        | 9      | Participação ilegal  | 25   | [ 4 ] [ nota 2 ] |
| DNQ  | 27 | Patrick Nève       | March-Ford         |        |                      |      |                  |
| DNQ  | 36 | Emilio de Villota  | McLaren-Ford       |        |                      |      |                  |
| DNQ  | 28 | Emerson Fittipaldi | Fittipaldi-Ford    |        |                      |      |                  |
| DNQ  | 37 | Arturo Merzario    | March-Ford         |        |                      |      |                  |
| DNQ  | 40 | Teddy Pilette      | BRM                |        |                      |      |                  |

## Tabela do campeonato após a corrida
| Pos. | Piloto           | Pontos |
| ---- | ---------------- | ------ |
| 1    | Niki Lauda       | 48     |
| 2    | Jody Scheckter   | 38     |
| 3    | Mario Andretti   | 32     |
| 4    | Carlos Reutemann | 31     |
| 5    | James Hunt       | 22     |

| Pos. | Construtor         | Pontos  |
| ---- | ------------------ | ------- |
| 1    | Ferrari            | 65 (67) |
| 2    | Lotus-Ford         | 47      |
| 3    | Wolf-Ford          | 38      |
| 4    | McLaren-Ford       | 34      |
| 5    | Brabham-Alfa Romeo | 23      |

- Nota: Somente as primeiras cinco posições estão listadas. As dezessete etapas de 1977 foram divididas em um bloco de nove e outro de oito corridas onde cada piloto descartava um resultado por bloco e no mundial de construtores computava-se apenas o melhor resultado de cada equipe por prova.